# بلندپی
بلندپی، روستایی از توابع بخش احمدآباد شهرستان مشهد در استان خراسان رضوی ایران است.

## جمعیت
این روستا در دهستان سرجام قرار دارد و براساس سرشماری مرکز آمار ایران در سال ۱۳۸۵، جمعیت آن ۲۰۶ نفر (۵۳خانوار) بوده‌است.